# Krajské hokejové přebory 2018/2019
Krajské hokejové přebory byly v sezoně 2018/2019 tvořeny krajskými ligami a krajskými soutěžemi.

## Krajské ligy
Krajské ligy jsou 4. nejvyšší soutěž v ledním hokeji v Česku. V tomto ročníku zahrnovaly krajskou ligou Jižní Moravy a Zlína, krajskou ligu Moravskoslezského kraje, krajskou liga Pardubického kraje, krajskou ligu Královéhradeckého kraje, krajskou ligu Libereckého kraje, krajskou ligu Ústeckého kraje, krajskou ligu Středočeského kraje, krajskou ligu Jižních Čech, krajskou ligu Plzeňského kraje a krajský přebor Prahy.

### Tabulky

#### Krajský přebor Prahy
| pořadí | tým                | Z  | V  | R | P  | VG | OG | B  |
| ------ | ------------------ | -- | -- | - | -- | -- | -- | -- |
| 1.     | HC Hvězda Praha    | 13 | 11 | 0 | 2  | 86 | 35 | 22 |
| 2.     | HC TNP Praha       | 12 | 9  | 1 | 2  | 73 | 39 | 19 |
| 3.     | HC Kobra Praha     | 12 | 5  | 1 | 6  | 52 | 57 | 11 |
| 4.     | SK Žižkov Praha    | 12 | 3  | 0 | 9  | 51 | 86 | 6  |
| 5.     | TJ Slavoj Zbraslav | 13 | 2  | 0 | 11 | 51 | 96 | 4  |

#### Krajská liga Středočeského kraje
| pořadí | tým                        | Z  | V  | VP | PP | P  | VG | OG | B  |
| ------ | -------------------------- | -- | -- | -- | -- | -- | -- | -- | -- |
| 1.     | Hokejový klub Čáslav, z.s. | 18 | 14 | 2  | 0  | 2  | 92 | 57 | 46 |
| 2.     | SK Černošice               | 18 | 12 | 1  | 1  | 4  | 99 | 57 | 39 |
| 3.     | HC Rakovník                | 18 | 12 | 0  | 2  | 4  | 72 | 48 | 38 |
| 4.     | HC Příbram                 | 18 | 11 | 1  | 0  | 6  | 89 | 62 | 35 |
| 5.     | HC Junior Mělník           | 18 | 9  | 3  | 2  | 4  | 80 | 56 | 35 |
| 6.     | HC Poděbrady               | 18 | 9  | 2  | 1  | 6  | 92 | 86 | 32 |
| 7.     | HK Lev Slaný               | 18 | 9  | 2  | 0  | 7  | 86 | 65 | 31 |
| 8.     | Slavoj Velké Popovice      | 18 | 9  | 0  | 1  | 8  | 71 | 70 | 28 |
| 9.     | HC Lev Benešov             | 18 | 9  | 0  | 1  | 8  | 80 | 90 | 28 |
| 10.    | BK Mladá Boleslav B        | 18 | 8  | 0  | 1  | 9  | 82 | 87 | 25 |
| 11.    | HC Rytíři Vlašim           | 18 | 7  | 1  | 0  | 10 | 59 | 80 | 23 |
| 12.    | SK Sršni Kutná Hora        | 18 | 4  | 1  | 4  | 9  | 51 | 65 | 18 |
| 13.    | HC Žabonosy                | 18 | 4  | 3  | 0  | 11 | 63 | 83 | 18 |
| 14.    | HK Králův Dvůr             | 18 | 3  | 2  | 3  | 10 | 55 | 78 | 16 |
| 15.    | HK Kralupy nad Vltavou     | 18 | 3  | 1  | 1  | 13 | 50 | 93 | 12 |
| 16.    | HC Buldoci Neratovice      | 18 | 0  | 2  | 4  | 12 | 45 | 89 | 8  |

#### Krajská liga Ústeckého kraje[1]
V krajské lize Ústeckého kraje zvítězil tým HC Slovan Louny, který tak získal právo účasti v kvalifikaci o 2. ligu. Zde se ve dvojzápase utkal s BK Nová Paka, kterému však podlehl v konečném součtu gólů 8:9 (výhra 4:3 a prohra 4:6) a do 2. ligy tak nepostoupil.
| pořadí | tým                         | Z  | V  | VP | PP | P  | VG  | OG  | B  |
| ------ | --------------------------- | -- | -- | -- | -- | -- | --- | --- | -- |
| 1.     | HC Slovan Louny             | 20 | 16 | 1  | 0  | 3  | 168 | 82  | 50 |
| 2.     | HC Tygři Klášterec nad Ohří | 20 | 13 | 0  | 0  | 7  | 118 | 77  | 39 |
| 3.     | HC Stadion Litoměřice B     | 20 | 11 | 1  | 1  | 7  | 101 | 78  | 36 |
| 4.     | SK Kadaň                    | 20 | 9  | 0  | 1  | 10 | 111 | 109 | 28 |
| 5.     | HC Roudnice nad Labem       | 20 | 6  | 1  | 1  | 12 | 95  | 128 | 21 |
| 6.     | HC Lovosice                 | 20 | 2  | 0  | 0  | 18 | 57  | 176 | 6  |

| Vysvětlivka           |
| --------------------- |
| Kvalifikace o 2. ligu |

#### Krajská liga Jižních Čech
| pořadí | tým                              | Z  | V  | VP | PP | P  | VG  | OG  | B  |
| ------ | -------------------------------- | -- | -- | -- | -- | -- | --- | --- | -- |
| 1.     | HC Slavoj Český Krumlov          | 19 | 13 | 2  | 1  | 3  | 90  | 53  | 44 |
| 2.     | TJ Lokomotiva Veselí nad Lužnicí | 19 | 12 | 2  | 0  | 5  | 105 | 66  | 40 |
| 3.     | TJ Hluboká nad Vltavou           | 18 | 10 | 1  | 2  | 5  | 86  | 68  | 34 |
| 4.     | HC Strakonice                    | 18 | 10 | 1  | 1  | 6  | 97  | 74  | 33 |
| 5.     | HC Milevsko 2010                 | 19 | 8  | 2  | 2  | 7  | 90  | 78  | 30 |
| 6.     | HC Vimperk                       | 17 | 8  | 2  | 1  | 6  | 62  | 55  | 29 |
| 7.     | HC Vajgar Jindřichův Hradec      | 18 | 7  | 3  | 1  | 7  | 72  | 66  | 28 |
| 8.     | Jiskra Humpolec                  | 18 | 7  | 1  | 4  | 6  | 70  | 73  | 27 |
| 9.     | HC Tábor                         | 18 | 7  | 1  | 2  | 8  | 53  | 58  | 25 |
| 10.    | Spartak Soběslav                 | 18 | 7  | 0  | 2  | 9  | 73  | 84  | 23 |
| 11.    | TJ Sokol Radomyšl                | 18 | 6  | 1  | 1  | 10 | 74  | 84  | 21 |
| 12.    | SK Telč                          | 18 | 4  | 1  | 0  | 13 | 77  | 101 | 14 |
| 13.    | HC Lední medvědi Pelhřimov       | 18 | 1  | 1  | 1  | 15 | 48  | 134 | 6  |

## Krajské soutěže
Krajské soutěže jsou 5. nejvyšší soutěž v ledním hokeji v Česku. V tomto ročníku zahrnovaly krajskou soutěž Královéhradeckého kraje, krajskou soutěž Vysočiny, krajskou soutěž Moravskoslezského kraje, krajskou soutěž Karlovarského kraje, krajskou soutěž Plzeňského kraje, krajskou soutěž Jihočeského kraje a krajskou soutěž Středočeského kraje.

### Krajská soutěž Středočeského kraje - tabulka
| pořadí | tým                      | Z  | V  | VP | PP | P  | VG  | OG  | B  |
| ------ | ------------------------ | -- | -- | -- | -- | -- | --- | --- | -- |
| 1.     | SC Kolín B               | 18 | 18 | 0  | 0  | 0  | 152 | 39  | 54 |
| 2.     | HC Benátky nad Jizerou B | 18 | 11 | 1  | 1  | 5  | 97  | 60  | 36 |
| 3.     | HC Rakovník B            | 18 | 7  | 2  | 1  | 8  | 89  | 99  | 26 |
| 4.     | SK VELC Žilina           | 18 | 8  | 0  | 1  | 9  | 85  | 93  | 25 |
| 5.     | HC Hvězda Kladno         | 18 | 7  | 1  | 1  | 9  | 79  | 94  | 24 |
| 6.     | Kovohutě Mníšek pod Brdy | 18 | 6  | 0  | 1  | 11 | 89  | 110 | 19 |
| 7.     | SK Černošice             | 18 | 5  | 1  | 1  | 11 | 75  | 99  | 18 |
| 8.     | HC Zlonice               | 18 | 4  | 1  | 0  | 13 | 74  | 146 | 14 |